# Ясенок (Гомельская область)
Ясенок (бел. Ясянок) — упразднённая деревня в Кировском сельсовете Наровлянского района Гомельской области Беларуси.
На территории Полесского радиационно-экологического заповедника.
Кругом лес.
В связи с радиационным загрязнением после катастрофы на Чернобыльской АЭС жители (59 семей) переселены в 1986 году в чистые места, преимущественно в деревню Кабановка Жлобинского района.

## География

### Расположение
В 29 км на юг от Наровли, 54 км от железнодорожной станции Ельск (на линии Калинковичи — Овруч), 207 км от Гомеля.

## Транспортная сеть
Транспортные связи по просёлочной, а затем автодороге Углы — Чапаевка. Планировка состоит из 2 небольших меридиональных улиц, соединённых короткой широтной улицей. Застройка двусторонняя, деревянная, усадебного типа.

## История
Основана в начале XX века переселенцами из соседних деревень. Наиболее активная застройка приходится на 1920-е годы. В 1930 году организован колхоз «Новая жизнь», работала кузница. Во время Великой Отечественной войны действовала подпольная группа (руководитель В. Казакевич). В июле 1943 года немецкие оккупанты сожгли 57 дворов. 41 житель погиб на фронте. В 1986 году входила в состав совхоза «Партизанский» (центр — деревня Углы).

## Население

### Численность
- 1986 год — жители (59 семей) переселены.

### Динамика
- 1940 год — 66 дворов, 396 жителей.
- 1959 год — 371 житель (согласно переписи).
- 1986 год — 58 дворов, 133 жителя.
- 1986 год — жители (59 семей) переселены.